# Silnik cieplny

Schemat energetyczny silnika cieplnego

Silnik cieplny – urządzenie (maszyna cieplna), które zamienia energię termiczną (cieplną) w energię mechaniczną (praca) lub elektryczną.
Idealizacją silnika cieplnego jest silnik pracujący w cyklu Carnota. Silnik taki ma największą teoretyczną sprawność dla danych temperatur źródeł ciepła górnego i dolnego. Sprawność rzeczywistych silników jest także zależna od temperatury dolnego i górnego źródła ciepła, ale mniejsza od sprawności cyklu Carnota. Stosunek sprawności silnika do sprawności obiegu Carnota to sprawność egzergetyczna.
Silniki cieplne dzielą się na silniki:
- o spalaniu wewnętrznym,
- o spalaniu zewnętrznym.

Inny podział ze względu na sposób generowania mocy:
- silnik objętościowy (tłokowy),
- silnik przepływowy (turbinowy).

Najczęściej spotykanymi w technice silnikami cieplnymi są silniki tłokowe, służące powszechnie do napędu samochodów. Nieco rzadsze zastosowanie ma silnik turbinowy, będący podstawowym źródłem mocy mechanicznej w transporcie lotniczym.

## Sprawność
Sprawność silnika odnosi się do ilości pracy użytecznej jaką możemy uzyskać z określonej ilości dostarczonego ciepła.
Z praw termodynamiki mamy:
{\displaystyle dW=dQ_{c}-(-dQ_{h}),}
gdzie:
{\displaystyle dW=-PdV} – praca odbierana od silnika (jest to wielkość ujemna, kiedy praca jest wykonana przez silnik),
{\displaystyle dQ_{h}=T_{h}dS_{h}} – ciepło pobrane z górnego źródła ciepła (stąd {\displaystyle -dQ_{h}} jest dodatnie),
{\displaystyle dQ_{c}=T_{c}dS_{c}} – ciepło oddane do chłodnicy (jest to wielkość dodatnia jeśli ciepło jest przekazywane do chłodnicy).
Innymi słowy, silnik cieplny pobiera ciepło ze zbiornika ciepła o wysokiej temperaturze, przekształca jego część w użyteczną pracę, a resztę oddaje do chłodnicy.
Ogólnie, sprawność danego procesu przepływu ciepła (niezależnie, czy będzie to chłodziarka, pompa ciepła lub silnik) jest definiowana nieformalnie jako „to co otrzymujesz” do tego „co dostarczasz”.
W przypadku silnika, kiedy otrzymujemy pracę mechaniczną, a dostarczamy ciepło
{\displaystyle \eta ={\frac {-dW}{-dQ_{h}}}={\frac {-dQ_{h}-dQ_{c}}{-dQ_{h}}}=1-{\frac {dQ_{c}}{-dQ_{h}}}.}
Teoretyczne maksimum sprawności danego silnika cieplnego zależy tylko od temperatur, pomiędzy którymi on pracuje. Sprawność ta jest zwykle obliczana dla idealnego silnika Carnota, jednakże silniki pracujące według innych cykli osiągają także określoną dla danego cyklu maksymalną sprawność zależną od temperatur źródła ciepła i chłodnicy. Maksymalna sprawność danego cyklu osiąga przy odwracalnych przemianach termodynamicznych, kiedy zmiana entropii chłodnicy ma przeciwny znak do zmiany entropii źródła ciepła (tj. {\displaystyle dS_{c}=-dS_{h}}), a łączna entropia układu nie zmienia się. W takim przypadku:
{\displaystyle \eta _{\max }=1-{\frac {T_{c}dS_{c}}{-T_{h}dS_{h}}}=1-{\frac {T_{c}}{T_{h}}},}
gdzie:
{\displaystyle T_{h}} – temperatura bezwzględna źródła ciepła,
{\displaystyle T_{c}} – temperatura bezwzględna chłodnicy.
{\displaystyle dS_{c}} jest dodatnie, kiedy {\displaystyle dS_{h}} jest ujemne.
W każdym odwracalnym procesie wykonywania pracy entropia cyklu nie wzrasta, ale wysoka entropia źródła ciepła maleje, a rośnie entropia otoczenia (chłodnicy), gdzie oddawane jest ciepło.

## Inne definicje
Poniżej podane są mniej powszechne definicje silnika cieplnego.
- 1964 – polski termodynamik Stanisław Ochęduszko zdefiniował silnik cieplny jako „maszyna, która część dostarczonego ciepła zamienia na pracę mechaniczną i może to czynić bez przerwy”[7].
- 2001 – definicja Uniwersytetu Bluffton to „urządzenie zmieniające ciepło w inną formę energii”[8].